# Grigori Kirienko
Grigori Anatolevitch Kirienko (en russe : Григорий Анатольевич Кириенко), né le 29 septembre 1965 à Novossibirsk, est un escrimeur russe maniant le sabre. Il a d'abord représenté l'Union soviétique puis la Russie en compétition et obtenu deux médailles d'or olympiques et sept titres mondiaux.

## Carrière
Kirienko est médaillé d'or à chaque compétition mondiale entre 1989 et 1996, alternant des victoires en individuel les années impaires et par équipes les années paires (aux Jeux olympiques et championnats du monde). Il gagne ses premières médailles internationales lors des championnats du monde 1989 à Denver. Durant ces championnats, il est médaillé d'or en individuel (devant le Polonais Jarosław Koniusz) et par équipes, un doublé qu'il ne parviendra pas à rééditer durant le reste de sa carrière. En 1990, il est titré par équipes et en 1991, en individuel et médaillé d'argent par équipes. C'est donc en champion du monde en titre et favori qu'il intègre l'épreuve de sabre individuel aux Jeux olympiques de Barcelone sous les couleurs olympiques de l'équipe unifiée d'ex-URSS. Pendant le premier tour de poule, Kirienko est balayé par György Nébald (5-0) mais se qualifie avec quatre victoires et deux défaites. Les difficultés se poursuivent durant les rencontres à élimination directe. Kirienko est forcé à disputer un assaut décisif contre Janusz Olech, puis Jörg Kempenich. Son parcours vers l'or s'arrête au troisième tour contre Jean-François Lamour (deux assauts à un). Il est ensuite battu en match de barrage par Robert Kościelniakowski sur un score identique et termine dixième de la compétition. Dans l'épreuve par équipes, les résultats solides de Kirienko (quatorze victoires, six défaites sur l'ensemble de la compétition) permettent à l'équipe unifiée de remporter l'or avec cinq victoires en autant de rencontres. 
Passée la déception individuelle aux Jeux olympiques, Kirienko est de nouveau médaillé d'or aux championnats du monde d'Essen en 1993, battant le champion olympique Bence Szabó en finale. L'année suivante, il est de nouveau sur le podium, sans parvenir à défendre son titre (médaille de bronze), tandis que l'équipe de Russie reconquiert le titre mondial. Une nouvelle fois, les années impaires sourient à Kirienko, vainqueur du championnat du monde 1995 devant Felix Becker. Il fait encore figure de favori et de champion du monde en titre à l'orée des Jeux de 1996. L'introduction du format actuel, un tableau à élimination directe, ne favorise pas le champion russe. C'est de nouveau un sabreur polonais qui stoppe sa marche vers une médaille olympique : Kirienko perd au troisième tour contre Rafał Sznajder (15-13), et doit se contenter de la neuvième place finale. 
Depuis sa retraite sportive, Kirienko est devenu maître d'armes. Depuis 2015, il est l'entraîneur de l'équipe taïwanaise.

## Palmarès
- Jeux olympiques
  -  Médaille d'or par équipes aux Jeux olympiques de 1996 à Atlanta
  -  Médaille d'or par équipes aux Jeux olympiques de 1992 à Barcelone

- Championnats du monde d'escrime
  -  Médaille d'or aux championnats du monde d'escrime 1995 à La Haye
  -  Médaille d'or par équipes aux championnats du monde d'escrime 1994 à Athènes
  -  Médaille d'or aux championnats du monde d'escrime 1993 à Essen
  -  Médaille d'or aux championnats du monde d'escrime 1991 à Budapest
  -  Médaille d'or par équipes aux championnats du monde d'escrime 1990 à Lyon
  -  Médaille d'or aux championnats du monde d'escrime 1989 à Denver
  -  Médaille d'or par équipes aux championnats du monde d'escrime 1989 à Denver
  -  Médaille d'argent par équipes aux championnats du monde d'escrime 1997 au Cap
  -  Médaille d'argent par équipes aux championnats du monde d'escrime 1995 à La Haye
  -  Médaille d'argent par équipes aux championnats du monde d'escrime 1991 à Budapest
  -  Médaille de bronze aux championnats du monde d'escrime 1994 à Athènes